# دالاس‌سیتی (ایلینوی)
دالاس‌سیتی، ایلینوی (به انگلیسی: Dallas City, Illinois) یک شهر در ایالات متحده آمریکا با جمعیت ۱٬۰۵۵ نفر است که در ایلی‌نوی واقع شده‌است.

## موقعیت جغرافیایی
موقعیت جغرافیایی شهرها و مناطق اطراف به شرح زیر است: